# USS Baldwin (DD-624)
L'USS Baldwin (DD-624) est un destroyer de classe Gleaves en service dans la Marine des États-Unis pendant la Seconde Guerre mondiale. Il fut le seul navire nommé en l'honneur de Charles H. Baldwin, un officier de la guerre de Sécession récipiendaire de la Medal of Honor.
Sa quille est posée le 19 juillet 1941 au chantier naval Seattle-Tacoma Shipbuilding Corporation de Seattle, dans l'État de Washington. Il est lancé le 14 juin 1942, parrainé par Mme Ida E. Crawford, fille de Baldwin. Il est mis en service le 30 avril 1943 sous le commandement du lieutenant commander George Knuepfer.

## Historique
Engagé au titre de navire-amiral de la 36e escadre de destroyers, il opère dans un premier temps le long des côtes est américaines avant d’escorter des convois dans l’Atlantique.
Le 17 avril 1944, il fait route vers la Manche dans le cadre de la préparation de l’opération Neptune, arrivant le 28 avril à Plymouth où il effectue plusieurs patrouilles. Le 6 juin 1944, il est déployé au sein de la Western Task Force sous commandement américain et bombarde les batteries allemandes. Touché à deux reprises par des tirs adverses, il poursuit néanmoins sa mission d’appui-feu naval.
Le 9 juin, il détruit un E-boot allemand puis à compter du 15 juillet, il rentre en Angleterre. Quelques jours plus tard, il fait route vers la Méditerranée puis participe en août 1944 au débarquement de Provence au sein du Task Group 80.6.

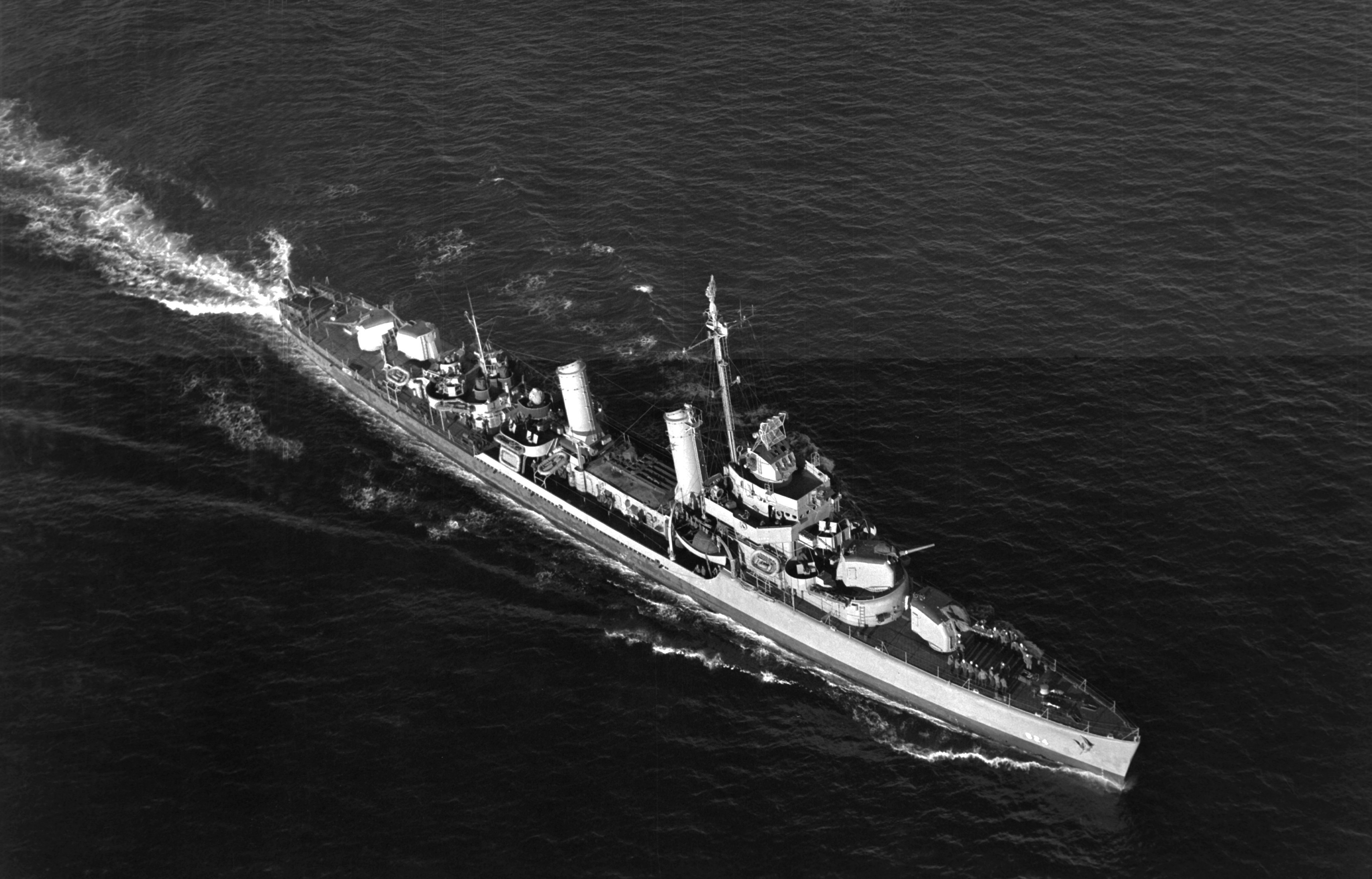
L'USS Baldwin en 1944.

En 1945, l’USS Baldwin est de retour dans les eaux américaines afin de poursuivre les combats dans le Pacifique au sein de la Task Force 55 qui opère à Okinawa. En octobre, il patrouille au large de la Corée.
Déployé le long de la côte est des États-Unis à la fin de sa carrière, il est retiré du service le 20 juin 1946 puis placé en réserve avant d’être démoli à compter du 6 juin 1961.

## Décorations
Le Baldwin a reçu trois Battle star pour son service dans la Seconde Guerre mondiale.